# Hell Among the Yearlings
Hell Among the Yearlings — второй студийный альбом американской кантри-исполнительницы Гиллиан Уэлч, изданный 28 июля 1998 года на лейбле Almo Sounds. Продюсировал альбом Ти-Боун Бернетт.

## Отзывы
| Оценки критиков               | Оценки критиков |
| Источник                      | Оценка          |
| ----------------------------- | --------------- |
| AllMusic                      | [ 1 ]           |
| Entertainment Weekly          | A−              |
| Houston Chronicle             | [ 3 ]           |
| Los Angeles Times             | [ 4 ]           |
| Pitchfork                     | 8.7/10          |
| Q                             | [ 6 ]           |
| Rolling Stone                 | [ 7 ]           |
| The Rolling Stone Album Guide | [ 8 ]           |
| Uncut                         | [ 9 ]           |

Hell Among the Yearlings получил положительные отзывы от музыкальных критиков. Том Оуэнс из отметил, что «Лишенный некоторого фокуса, который сделал ее дебютный альбом таким потрясающим, Hell Among the Yearlings, тем не менее, является вполне удовлетворительным вторым альбомом Уэлч. Вместо того чтобы отступить от кантри-фолка Revival, Уэлч углубила свое мрачное, ясное мировоззрение, что делает ее свободные, старомодные аранжировки еще более мощными. Временами исполнение и песни слишком заучены, чтобы быть по-настоящему эффективными, но эти моменты мимолетны — Hell Among the Yearlings служит убедительным доказательством того, что Уэлч — талантливый, индивидуальный автор песен и что ее дебют не был случайностью».

## Список композиций
Слова и музыка всех песен — Gillian Welch и David Rawlings.
| №                   | Название                     | Длительность |
| ------------------- | ---------------------------- | ------------ |
| 1.                  | «Caleb Meyer»                | 3:05         |
| 2.                  | «Good Til Now»               | 3:56         |
| 3.                  | «The Devil Had a Hold of Me» | 4:30         |
| 4.                  | «My Morphine»                | 5:53         |
| 5.                  | «One Morning»                | 2:41         |
| 6.                  | «Miner's Refrain»            | 3:57         |
| 7.                  | «Honey Now»                  | 1:52         |
| 8.                  | «I'm Not Afraid to Die»      | 3:27         |
| 9.                  | «Rock of Ages»               | 3:08         |
| 10.                 | «Whiskey Girl»               | 4:15         |
| 11.                 | «Winter's Come and Gone»     | 2:14         |
| Общая длительность: | Общая длительность:          | 38:58        |

## Чарты
| Чарт (1998)                            | Высшая позиция |
| -------------------------------------- | -------------- |
| США (Billboard 200)                    | 181            |
| США (Billboard Top Heatseekers Albums) | 9              |